# The Accountant
The Accountant (bra: O Contador; prt: The Accountant - Acerto de Contas) é um filme americano de ação e suspense dirigido por Gavin O'Connor e escrito por Bill Dubuque. O filme é estrelado por Ben Affleck, Anna Kendrick, J. K. Simmons, Jon Bernthal, Jeffrey Tambor e John Lithgow. O filme foi lançado pela Warner Bros em 14 de outubro de 2016.

## Elenco
- Ben Affleck como Christian "Chris" Wolff
- Anna Kendrick como Dana Cummings
- J. K. Simmons como Raymond "Ray" King
- Jon Bernthal como Braxton "Brax" Wolff
- Cynthia Addai-Robinson como Marybeth Medina
- Jeffrey Tambor como Francis Silverberg
- John Lithgow como Lamar Blackburn

## Produção
No dia 12 de novembro, 2014, Variety informou que Anna Kendrick deu início as negociações para estrelar junto com Affleck. Mais tarde naquele dia, J. K. Simmons também iniciou as negociações para se juntar ao elenco do filme. No dia 14 de novembro de 2014, Jon Bernthal estava em negociações para se juntar ao elenco do filme. Em 6 de janeiro de 2015, a Variety informou que a atriz Cynthia Addai-Robinson foi adicionada ao elenco. Em 14 de janeiro de 2015, Jeffrey Tambor foi adicionado ao elenco do filme, com a adição de John Lithgow no mesmo dia.
As filmagens começaram em 19 de janeiro de 2015, em Atlanta, Geórgia. A partir de março entre os dias 16 e 20, as filmagens estavam ocorrendo no Instituto de Tecnologia da Geórgia.

### Cenas de luta
As sequências de luta do filme contou com artes marciais indonésias, chamadas de Pencak Silat .

### Marketing
Em 9 de julho de 2015, um ano antes do lançamento do filme, o filme tinha recebeu uma novelização gráfica publicada pela Vertigo, uma marca de quadrinhos limitada de propriedade da Warner Bros. Pictures.

## Lançamento
The Accountant foi lançado no dia 14 de outubro de 2016, devido à alteração da data que a Warner Bros. planeava para 7 de outubro de 2016. Anteriormente, seu lançamento estava definido para o dia 29 de janeiro de 2016.

### Bilheteria
A partir de 25 de dezembro de 2016 , O Contador arrecadou $ 85.4 milhões nos Estados Unidos e no Canadá, em outros países foram arrecadados $ 63.2 milhões para um total mundial de $ 148.600.000, contra um orçamento de produção de $ 44 milhões.
O contador foi lançado juntamente com Max Steel e Kevin Hart: What Now? , E esperava-se que arrecadassem US $ 20-25 milhões de 3.332 teatros em seu fim de semana de abertura, embora o estúdio estivesse projetando uma abertura conservadora de US $ 15 milhões.  O filme fez US $ 1,35 milhões do seu noite previews de quinta-feira, mais de de Affleck Girl Gone ($ 1,2 milhões) em 2014. Ele arrecadou US $ 9,1 milhões em seu primeiro dia e US $ 24,7 milhões em seu primeiro fim de semana, terminando em primeiro lugar nas bilheterias e foi a segunda maior estréia para um filme policial da carreira de Affleck, atrás Girl Gone ($ 37500000).  Em seu segundo fim de semana, o filme arrecadou US $ 13,6 milhões (uma queda de apenas 44,8%), terminando em 4º na bilheteria.

### Resposta da crítica
No Rotten Tomatoes, o filme tem um índice de aprovação de 52%, com base em 231 avaliações, com uma média aritmética ponderada de 5.6/10. O consenso crítico do site lê, " O Contador baixa um desempenho comprometido de Ben Affleck, deixando os espectadores com um thriller de ação assolado por uma série de deduções mal-aconselhadas."  No Metacritic , o filme tem uma pontuação de 51 em 100, baseado em 45 críticos, indicando "críticas mistas ou médias".  De acordo com CinemaScore, o público deu ao filme um "A" nota média, em um A + em escala F.
Vince Mancini de Uproxx deu ao filme uma crítica positiva, escrevendo: "É transparente em sua tentativa de criar uma franquia futura e dar às crianças autistas seu próprio super-herói. Há uma verdadeira doçura a este último que me converte no primeiro. Headshots, problemas matemáticos e interações sociais de dor? Inscreva-me. Dos dois filmes de Ben Affleck lançados em 2016, O contador e o Batman V Superman, O contador tem de longe o maior potencial".